# Samuel Rossiter Betts

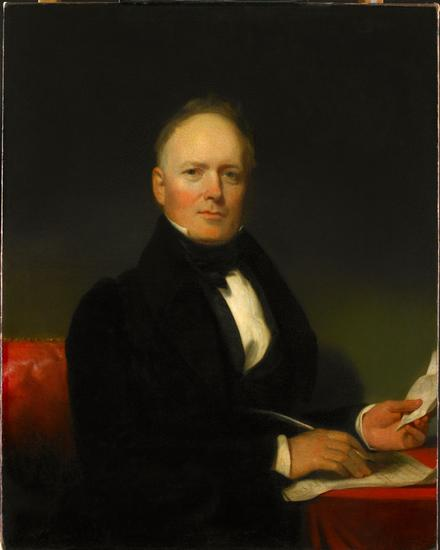
Samuel Rossiter Betts

Samuel Rossiter Betts (* 8. Juni 1787 in Richmond, Massachusetts; † 2. November 1868 in New Haven, Connecticut) war ein US-amerikanischer Jurist und Politiker. Zwischen 1815 und 1817 vertrat er den Bundesstaat New York im US-Repräsentantenhaus; später wurde er Bundesrichter am Bundesbezirksgericht für den südlichen Distrikt von New York.

## Werdegang
Samuel Betts wurde ungefähr vier Jahre nach dem Ende des Unabhängigkeitskrieges im Berkshire County geboren. Er graduierte 1806 am Williams College in Williamstown. Betts studierte Jura in Hudson. Seine Zulassung als Anwalt erhielt er 1807 und begann dann in Monticello zu praktizieren. Während des Britisch-Amerikanischen Krieges diente er als Judge Advocate der Volunteers.
Als Gegner einer zu starken Zentralregierung schloss er sich in jener Zeit der von Thomas Jefferson gegründeten Demokratisch-Republikanischen Partei an. Bei den Kongresswahlen des Jahres 1814 für den 14. Kongress wurde er im siebten Wahlbezirk von New York in das US-Repräsentantenhaus in Washington, D.C. gewählt, wo er am 4. März 1815 die Nachfolge von Abraham J. Hasbrouck antrat. Da er auf eine erneute Kandidatur im Jahr 1816 verzichtete, schied er nach dem 3. März 1817 aus dem Kongress aus.
Er zog nach Newburgh, wo er wieder als Anwalt tätig war. 1823 wurde er unter der neuen Verfassung von New York zum Bezirksrichter ernannt. Danach wurde er 1826 als Nachfolger von William P. Van Ness zum Richter am United States District Court for the Southern District of New York ernannt – eine Stellung, die er bis zu seinem Rücktritt 1867 innehatte. Er verstarb am 2. November 1868 in New Haven und wurde auf dem Woodlawn Cemetery in New York City beigesetzt.